# Alqama Abu-Yàfur
Alqama Abu-Yàfur fou un rei àrab que va governar al darrere del làkhmida an-Numan (II) ibn al-Àswad (504). No pertanyia a la tribu dels Lakhm o Banu Lakhm, i no se sap com va arribar al poder; la usurpació fou no obstant breu.
Un làkhmida, Imru-l-Qays ibn an-Numan, va pujar al tron vers el 507.